# Rhytidodus echingolus
Rhytidodus echingolus är en insektsart som beskrevs av Dlabola 1968. Rhytidodus echingolus ingår i släktet Rhytidodus och familjen dvärgstritar. Inga underarter finns listade i Catalogue of Life.